# La Tonda
La Tonda es un despoblado medieval de la Comunidad de Daroca situado en el actual término municipal de Lagueruela, en Campo Romanos (comarca del Jiloca). 

## Toponimia
El topónimo La Tonda presenta una raíz recurrente en la toponimia de la Peninsula Ibérica que se repite en la Sierra de Moncayo, donde una parte se llama La Tonda. Tondos es una pedanía de Cuenca. En la provincia de Salamanca hay una Sierra de Tonda. En la comarca de Osona (Cataluña), hay un Tona que en el siglo IX se transcribía como Tonda. También se encuentra en Portugal como Tonda y con diminutivo toponímico como Tondela.
En muchos casos el topónimo Tonda y Tondo acompaña a elevaciones topográficas, y en el caso de La Tonda de la Sierra de Moncayo corresponde a un domo anticlinal, por lo que se suele proponer una etimología a partir de lo latín ROTUNDA.

## Historia
La primera referencia a este lugar es el texto de 1205 en el que el obispo de Zaragoza Ramón de Castrocol reparte diezmos y primicias entre las iglesias de Daroca y en lo que se cita Tonda:

Hoc autem est divisio Sancte Marie habet Signa Torrillo, Covas, Corlas, Anento, Ferrerola, Tonda, Covas de Portelo Rubeo, Lechon, Montnegriellos, Villaalbiella, Forcallo, Tortolon, Baguena.